# Sandstrutbyggare
Sandstrutbyggare (Limnephilus vittatus) är en nattslända som tillhör familjen husmasknattsländor.
Den fullbildade nattsländan är gulbrunaktig till brunaktig i färgerna. Larven hittas i stillastående vatten och har ett gulbrunt huvud, gråvit bakkropp och är 10–12 millimeter lång. Den bygger ett skyddande hus av små sandkorn och växtdelar. Huset är långsträckt och smalnar av bakåt och lite böjt till formen. Dess längd är 12–20 millimeter och dess bredd är omkring 2,2 millimeter. Ytan på huset är slätare och strukturen på sandkornen finare än hos den större sandstrutbyggaren. 
I Sverige är arten allmänt förekommande över stora delar av landet.